# Michael Tippett
Michael Tippett (London, 1905. január 2. – London, 1998. január 8.) angol zeneszerző.

## Élete
Londonban született. Tanulmányait szülővárosában, Adrian Boultnál és Malcolm Sargentnél végezte. Kórusmesterként működött, majd egy ideig a londoni zeneiskola igazgatója volt. Később kizárólag zeneszerzéssel kezdett el foglalkozni. Operákat, oratóriumokat (Korunk gyermeke), zenekari műveket, három vonósnégyes, és dalokat komponált.